# E@I

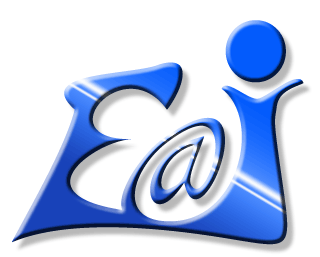
Logo E@I

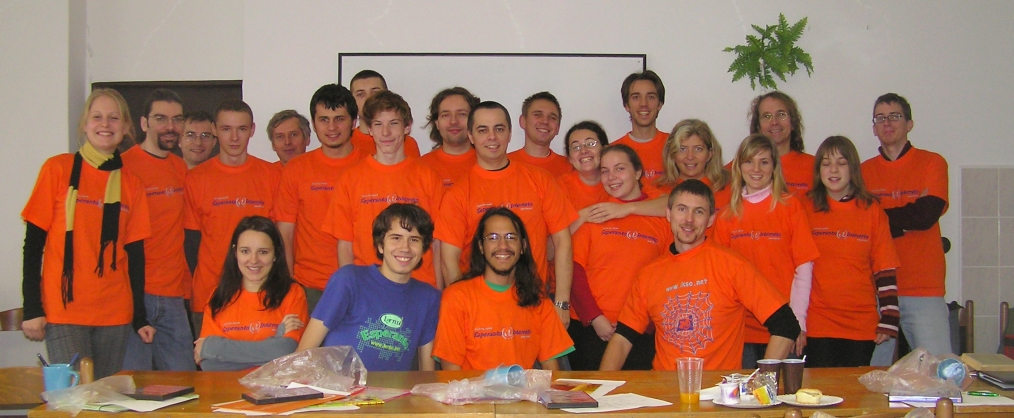
Uczestnicy seminarium E@I w Brnie (Czechy) w listopadzie 2006

E@I (Edukacja@Internet) – międzynarodowa, politycznie neutralna pozarządowa organizacja młodzieżowa promująca międzynarodową współpracę i komunikację oraz organizująca projekty edukacyjne i spotkania wspierające wykorzystywanie języków i technologii internetowych zarejestrowana na Słowacji.
E@I powstało na bazie doświadczeń międzynarodowej grupy zajmującej się projektami internetowymi. Grupa działała pod tą nazwą od roku 1999 jako organizacja bez osobowości prawnej. Rejestracji dokonano w 2005.
Główne działania E@I obejmują tworzenie wielojęzycznych, edukacyjnych stron internetowych (między innymi lernu!, slovake.eu, deutsch.info), publikacja książek i płyt DVD oraz organizowanie seminariów np. KAEST (Konferencja o zastosowaniu Esperanta w nauce i technice) lub Esperancka Wikimania w 2011 roku. Specjalna grupa robocza organizacji poświęcona jest Wikipedii.
E@I jest organizacją członkowską Europejskiej Fundacji Młodzieży Rady Europy oraz jedną z 29 organizacji reprezentujących Unijną Platformę Społeczeństwa Obywatelskiego promującej wielojęzyczność.
Projekty realizowane przez E@I były subsydiowane przez ESF (Esperantic Studies Foundation), program Komisji Europejskiej Młodzież w działaniu oraz Uczenie się przez całe życie. Główny koordynator działań E@I, Peter Baláž, został wybrany Esperantystą Roku 2012 w plebiscycie organizowanym przez rosyjską gazetę esperancką La Ondo de Esperanto.

## Cele
Wizją E@I jest świat żyjący w pokoju i harmonii, w którym każdy człowiek może łatwo i szybko komunikować się z całym Światem. Głównymi zadaniami do osiągnięcia tego są:
- inspirować do nauki o innych kulturach, wspierać współpracę i komunikację międzynarodową;
- wspierać naukę i korzystanie ze zdobyczy nowych technik i języków;
- pomagać w zatwierdzeniu i respektowaniu Karty Narodów Zjednoczonych ONZ i jej Deklaracji Praw Człowieka;

Aby to osiągnąć E@I inicjuje i wspiera projekty dotyczące międzynarodowej współpracy młodzieży, organizuje spotkania kulturalne i edukacyjne wyjaśniające cele, informujące o ważności i użyteczności komunikacji międzynarodowej bez barier.
Jednym z podstawowych zadań są seminaria E@I. Podczas seminariów spotykają się często nowi członkowie i grupy pracujące nad aktualnymi projektami E@I, rodzą się nowe idee dla nowych projektów i aktywizują się nowi ludzie.

## Nazwa
Litera „E” w nazwie E@I informuje, że organizacja zajmuje się Edukacją. W szerszym pojęciu można powiedzieć, że znaczy także Esperanto, Europa, Ewolucja itd... Litera „I” informuje nas, że organizacja zajmuje się komunikatorami i Internetem. W szerszym znaczeniu zawiera w sobie także słowa Interkultura, Informacja, Idea, Inspiracja itp. Znak „@” łączy w sobie problemy obu przedsięwzięć, które pomagają nam osiągnąć łatwą i prostą komunikacją międzynarodową.
Najczęściej używanymi rozwinięciami skrótu E@I jest „Edukacja@Internet” oraz „Esperanto@Internet” jednak ze względu na wieloznaczność liter E oraz I w nazwie oficjalnie używaną nazwą organizacji od 2005 roku jest skrót E@I.

## Działalność

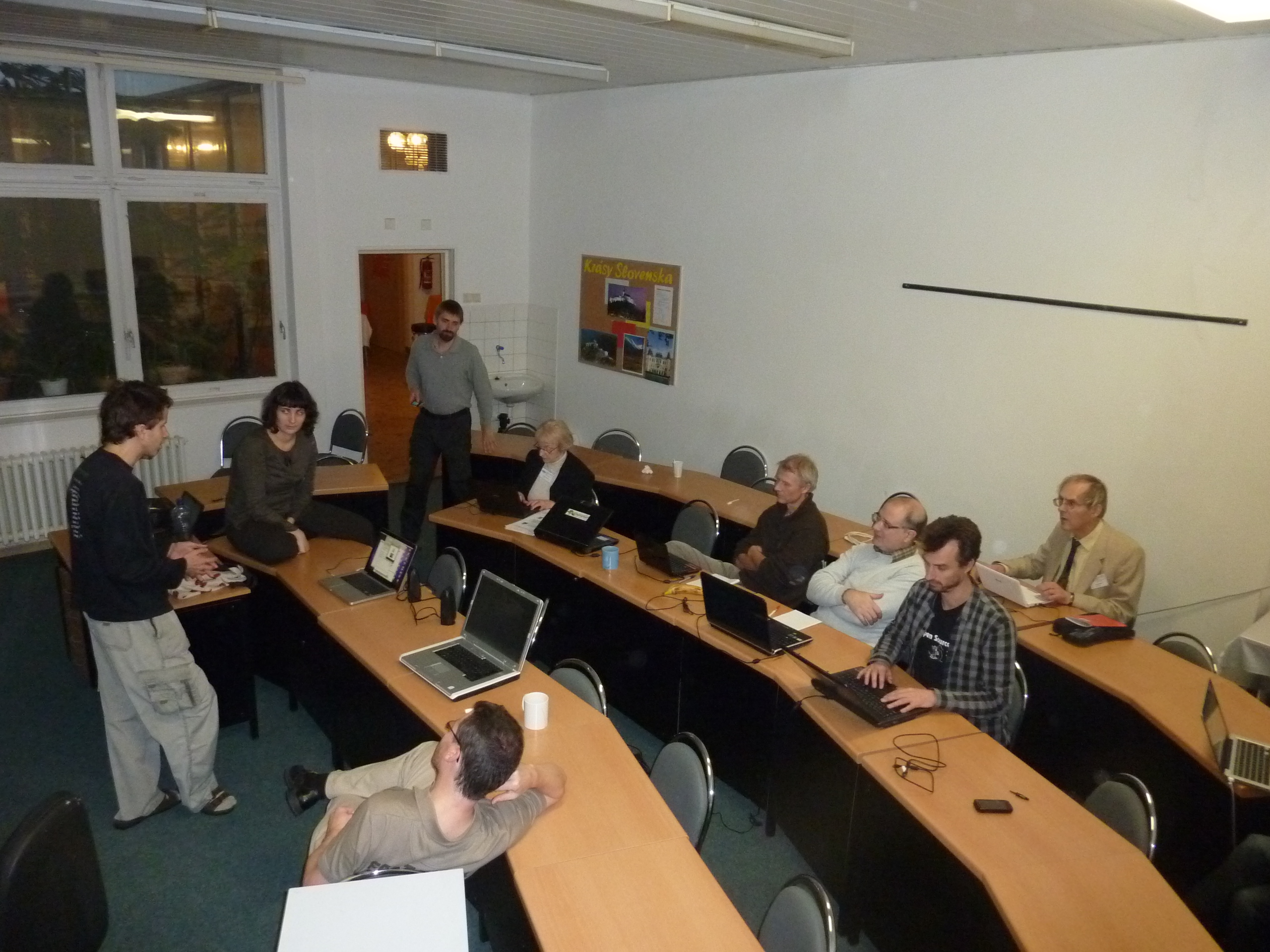
Sympozjum na temat lingwistyki komputerowej zorgorganizowane przez E@I po KAEST 2010 w miejscowości Modra (Słowacja).

### Szkolenia i seminaria
W pierwszych latach swojego istnienia, seminaria i szkolenia dotyczące edukacji i internetu były integralną częścią rozwoju E@I, pomagając w pozyskiwaniu nowych aktywistów. Początkowo E@I działało jako sekcja TEJO (Światowa Esperancka Organizacja Młodzieżowa) w związku z czym kilka pierwszych szkoleń było współogranizowanych przez obie organizacje.
- E@I-2000 – Esperanto@Interreto – Sztokholm (Szwecja) – 16–22.04.2000[3][4]
- E@I-2001 – Rete Kunlabori – Uppsala (Szwecja) – 27.10–4.11.2001[5]
- E@I-2002 – Rete Lingvumi – Čačak (Jugosławia) – 28.04–5.05.2002[6]
- E@I-4 – Rete Informadi – Lesjöfors (Szwecja) – 26.10–3.11.2002[7]
- E@I-5 – Rete Lerni – Boston (USA) – 19–26.04.2003 (Massachusetts Institute of Technology)[8][9]
- E@I-6 – Rete Interkulturumi – Sarajevo (Bośnia i Hercegowina) – 21–27.03.2004[10]
- E@I-7 – Ni sciigu aliajn pri ni – Partizánske (Słowacja) – 4–11.06.2005[11]
- E@I-8 Lingvoj en interreto – Brno (Czechy) – 4–12.11.2006

### Letnia Szkoła Esperanta (SES)
Letnia Szkoła Esperanta (esperanckie Somera Esperanto-Studado, w skrócie SES) to największe coroczne spotkanie poświęcone nauczaniu esperanta. Program obejmuje kursy esperanta na wszystkich poziomach, a także prelekcje, krótkie prezentacje innych języków, warsztaty twórcze, koncerty, wycieczki itp. Wielu uczestników jest jednocześnie użytkownikami największego bezpłatnego portalu do nauki esperanta, lernu!. Wydarzenie jest organizowane od 2007 roku każdego lata przez E@I. Patronat nad wydarzeniem obejmuje zwykle Minister Edukacji i burmistrz miasta, w którym odbywa się SES. Siódmy SES odbył się w Martin na Słowacji i trwał od 12 do 20 lipca 2013. W spotkaniu uczestniczyło 230 osób z 27 krajów. Dotychczas wszystkie SES odbywały się na Słowacji. E@I planowała w 2014 roku zorganizować SES w Brazylii, Rosji i na Słowacji; w końcu były zorganizowane tylko na Słowacji i w Rosji.
| SES     | Rok  | Miasto                 | Uczestnicy |
| ------- | ---- | ---------------------- | ---------- |
| 12. SES | 2018 | Liptovský Mikuláš (SK) |            |
| 11. SES | 2017 | Banská Štiavnica (SK)  | 173        |
| 10. SES | 2015 | Martin (SK)            | 190        |
| 9. SES  | 2014 | Koltyshevo (RU)        | 87         |
| 8. SES  | 2014 | Nitra (SK)             | 248        |
| 7. SES  | 2013 | Martin (SK)            | 230        |
| 6. SES  | 2012 | Nitra (SK)             | 250        |
| 5. SES  | 2011 | Nitra (SK)             | 191        |
| 4. SES  | 2010 | Piešťany (SK)          | 190        |
| 3. SES  | 2009 | Modra-Harmónia (SK)    | 90         |
| 2. SES  | 2008 | Modra-Harmónia (SK)    | 105        |
| 1. SES  | 2007 | Pribylina (SK)         | 50         |

### KAEST
KAEST to skrót „Konferenco pri Aplikoj de Esperanto en Scienco kaj Tekniko” (Konferencja o zastosowaniu esperanta w nauce i technice”) i jest nazwą konferencji organizowanej co 2 lata. Wydarzenie ma historię sięgającą 1978 roku a pierwszy KAEST organizowany przez E@I odbył się w listopadzie 2010 w miejscowości Modra (Słowacja).

### Projekty

#### lernu!
lernu! to wielojęzyczne centrum kursów skierowane do zainteresowanych esperantem. Oprócz kursów na różnych poziomach zawiera ono na przykład słowniki, przegląd gramatyki, czytane opowiadania z obrazkami, komunikatory itp.

#### Slovake.eu
Slovake.eu to wielojęzyczny portal do nauki języka słowackiego dla obcokrajowców. Projekt jest wspierany przez agencję Unii Europejskiej EACEA (program „Uczenie się przez całe życie”) i funkcjonuje od 2011 roku. Portal jest skonstruowany na podstawie doświadczeń lernu.net oraz innych projektów internetowych. W projekcie bierze udział 6 partnerów z 5 krajów.

#### Komputeko
Komputeko jest portalem z pojęciami na temat komputerów w możliwie jak największej liczbie języków, aby zachęcać do poprawnego używania języka i przeciwdziałać używaniu (często zniekształconej formy z) terminu angielskiego.

#### Reta PIV
Internetowa i bezpłatna wersja „Plena Ilustrita Vortaro de Esperanto” (pl: Pełny Ilustrowany Słownik Esperancki).

#### Płyta DVDEsperanto
Dzięki współpracy E@I i miasta Białystok 10 września 2008 roku ukazała się w polskim dzienniku Gazeta Wyborcza najliczniejsza do dziś elektroniczna publikacja esperancka w języku polskim. Płyta została wydana w 400.000 egzemplarzach, w dwóch językach (polskim i esperanto) i ma na celu zaprezentowanie esperanta szerszej publiczności w zabawnej, przystępnej formie. Wydanie płyty było częścią kampanii poprzedzającej 150. rocznicę urodzin, urodzonego w Białymstoku Ludwika Zamenhofa, twórcy języka esperanto oraz promocję 94. Światowego Kongresu Esperanto, który odbył się w Białymstoku w dniach 25.07–1.08.2009.

#### Deutsch.info
Wielojęzyczny portal do nauki języka niemieckiego dla użytkowników innych języków. Projekt jest wspierany przez agencję Unii Europejskiej EACEA (program „Uczenie się przez całe życie”) i zacznie funkcjonować w 2013 roku. Portal jest konstruowany na bazie doświadczeń lernu!, slovake.eu oraz innych internetowych projektów. W projekcie bierze udział 8 partnerów z 6 krajów, zawartość będzie dostępna w 9 językach.

## Siedziba
1 czerwca 2011 roku burmistrz miasta Partizánske, Jozef Božik, przekazał E@I lokal należący do majątku miasta za symboliczną opłatę 1 Euro rocznie.